# Аманда Доног'ю
Аманда Доног'ю (англ. Amanda Donohoe; нар. 29 червня 1962, Лондон) — британська акторка театру, кіно та телебачення.

## Життєпис
Народилася 29 червня 1962 року у Лондоні в родині Теда Доног'ю, співробітника Форин-офіс, та його дружини Джоанни, антиквара за професією, які вже мали доньку Корделію. Навчалася у Школі Френсіса Голланда, потім у Центральній школі сценічної мови та драматичного мистецтва. В 16-річному віці покинула батьківський дім і переїхала до музиканта Адама Анта, фронтмена гурту Adam and Ants напряму нова хвиля. У 1980—1981 роках з'явилася в музичних кліпах гурту на композиції «Antimusic» та «Stand and Delaver».
Її кінодебют відбувся 1986 року у фільмі «Робінзони», заснованому на автобіографічній книзі Люсі Ірвін. У 1988—1989 роках знялася в двох фільмах Кена Рассела — «Лігво білого хробака» (за Бремом Стокером) та «Веселка» (за Девідом Г. Лоуренсом). Також успішною була роль Міранди у кінокомедії «Брехун, брехун» з Джимом Керрі.
1990 року переїхала до Лос-Анджелесу, де почала зніматися у серіалі «Закон Лос-Анджелеса», — за роль адвоката Сі Джей Лемб вона отримала премію Золотий глобус як найкраща акторка другого плану у серіалі або телефільмі 1991 року.
Успішним став її бродвейський дебют 1995 року — за роль Олени Андріївни в п'єсі «Дядя Ваня» вона отримала номінацію на премію Outer Critics Circle.
У 2004—2006 роках виконувала головну роль інспектора поліції Сьюзен Алембік у серіалі «Місто вбивств». 2006 року зіграла головну роль Лу Стоук у серіалі «Погані дівчата». Також успішною стала її роль підприємиці Наташі Вайлд у серіалі «Ферма Еммердейл».

## Вибрана фільмографія
| Рік       |    | Українська назва                       | Оригінальна назва                  | Роль                              |
| --------- | -- | -------------------------------------- | ---------------------------------- | --------------------------------- |
| 1986      | ф  | Робінзони                              | Castaway                           | Люсі Ірвін                        |
| 1988      | ф  | Лігво білого хробака                   | The Lair of the White Worm         | леді Сільвія Марш                 |
| 1989      | ф  | Веселка                                | The Rainbow                        | Вініфред Інгер                    |
| 1989      | ф  | Маллінг на прізвисько Тенк             | Tank Malling                       | Елен Сірл                         |
| 1990      | ф  | Паперова маска                         | Paper Mask                         | Крістін Тейлор                    |
| 1990—1992 | с  | Закон Лос-Анджелеса                    | L.A. Law                           | Кара Джин (Сі Джей) Лемб, адвокат |
| 1993      | с  | Таємна кімната                         | The Hidden Room                    | Марта                             |
| 1993      | с  | Фрейзер                                | Frasier                            | Кетрін                            |
| 1994      | ф  | Божевілля короля Георга                | The Madness of King George         | леді Пемброк                      |
| 1996      | тф | Ті, що співають у терні: Втрачені роки | The Thorn Birds: The Missing Years | Меггі Клірі О'Ніл                 |
| 1997      | ф  | Брехун, брехун                         | Liar Liar                          | Міранда                           |
| 1997      | ф  | Побачення на одну ніч                  | One Night Stand                    | Марго                             |
| 1998      | тф | Лицар Камелота                         | A Knight of Camelot                | королева Гвіневера                |
| 1999      | с  | Бетмен майбутнього                     | Batman Beyond                      | Донна Вокер / Королева (голос)    |
| 2000      | с  | Еллі Макбіл                            | Ally McBeal                        | Маріанна Голт                     |
| 2000      | с  | Постання світу                         | In the Beginning                   | Зулейха, дружина Потіфара         |
| 2001      | с  | Легенда про Тарзана                    | The Legend of Tarzan               | леді Волтгем                      |
| 2002      | тф | Щасливий день                          | Lucky Day                          | Нора Біркін                       |
| 2004—2006 | с  | Місто вбивств                          | Murder City                        | інспектор поліції Сьюзен Алембік  |
| 2006      | с  | Погані дівчата                         | Bad Girls                          | Лу Стоук                          |
| 2008      | ф  | Зірковий десант 3: Мародер             | Starship Troopers 3: Maroder       | адмірал Еноло Фід                 |
| 2009—2010 | с  | Ферма Еммердейл                        | Emmerdale                          | Наташа Вайлд                      |
| 2018      | ф  | Блакитна ігуана                        | Blue Iguana                        | Доун Бредшоу                      |

## Нагороди та номінації
Золотий глобус
- 1991 — Найкраща акторка другого плану у серіалі або телефільмі (Закон Лос-Анджелеса).

Сатурн
- 1990 — Номінація на найкращу акторку (Лігво білого хробака).